# Tattersall

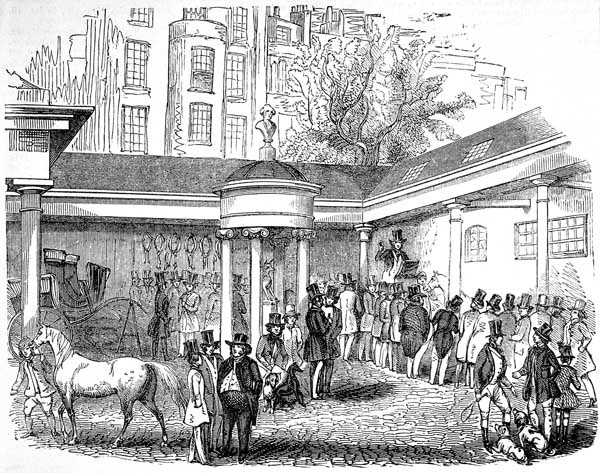
Tattersall am Hyde Park Corner, 1842

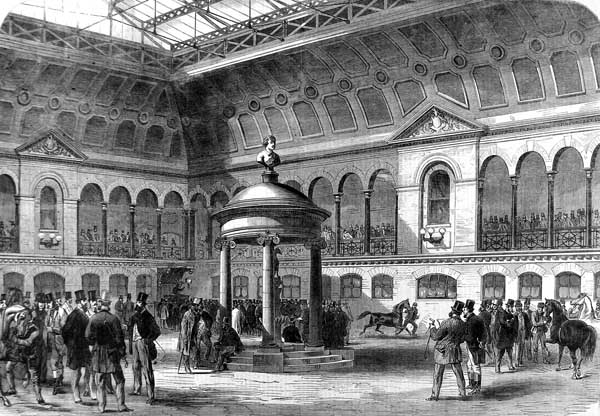
Tattersall in Knightsbridge, 1865

Tattersall bezeichnet in Deutschland ein Unternehmen zur Unterbringung (Pensionsstall) und Pflege fremder Pferde sowie zur Vermietung und zum Verkauf von Pferden. Häufig wird der Begriff synonym für Reitbahn oder Reithalle benutzt.

## Herkunft
Der Name geht zurück auf den britischen Stallmeister, Pferdetrainer, Wettbürobesitzer und schließlich Eigentümer der Londoner Tageszeitung Morning Post, Richard Tattersall (1724–1795), genannt „Old Tatt“. Seine im Jahr 1766 eröffneten Stallungen mit Reithalle und Reitbahnen lagen an der Südostecke des Hyde Parks (Hyde Park Corner). Hinzu kamen im Jahr 1779 zwei prächtig ausgestattete Gesellschaftsräume (Subscription Rooms) für die Vorstandsmitglieder des Jockey Clubs, in denen sich bald aber auch die Londoner Gesellschaft traf und ihre Wetten abschließen konnte. 1865 zog das Unternehmen um nach Knightsbridge. Seine direkten Nachkommen führten das Unternehmen bis 1865 und bis 1936 blieb die Firma in Privatbesitz. Noch heute gibt es das inzwischen weltweit niedergelassene Auktionshaus Tattersalls.

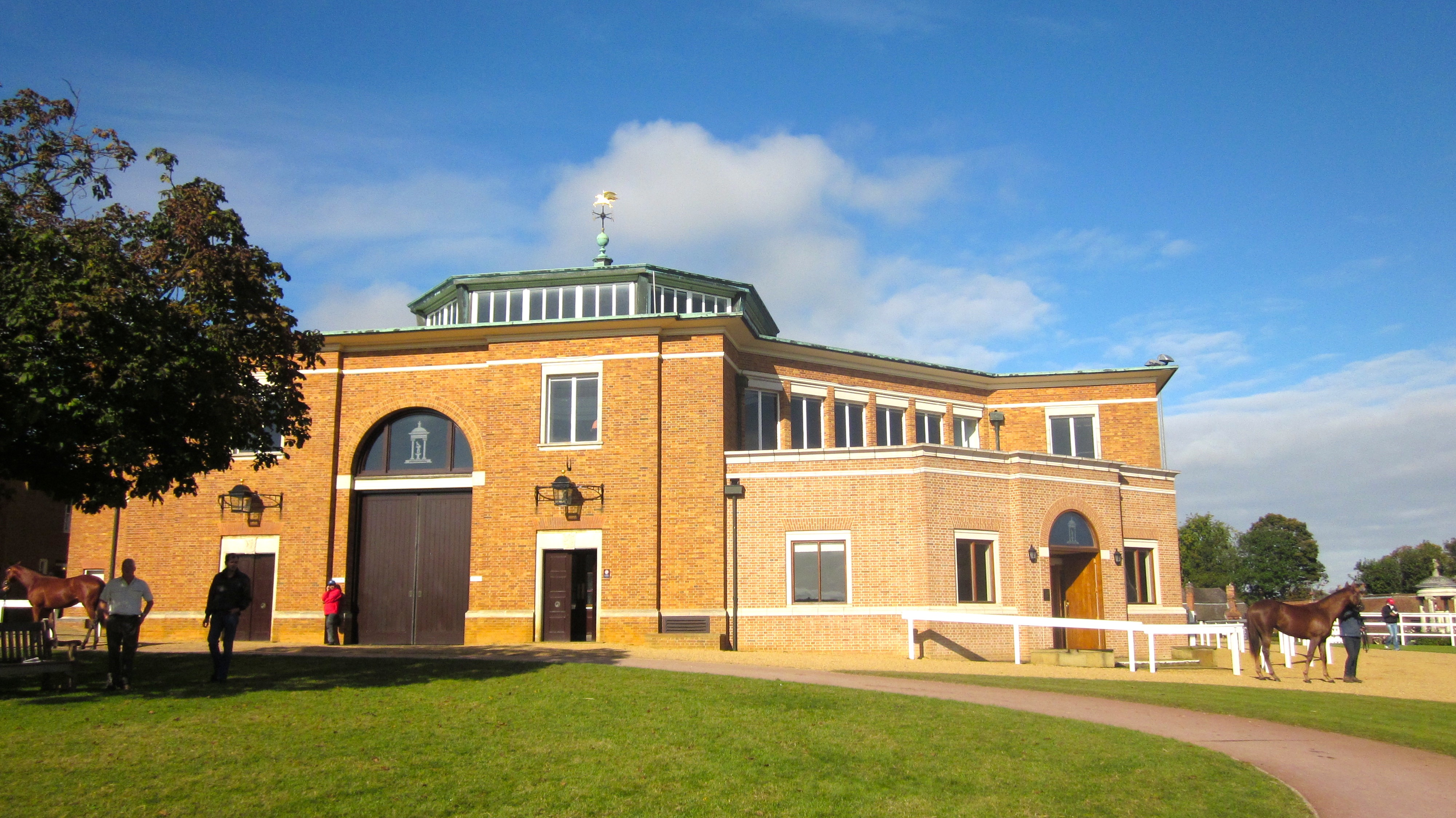
Auktionshaus Tattersalls Ltd., Newmarket

## Britisches Auktionshaus Tattersalls
Tattersalls ist das größte Auktionshaus für Rennpferde in Großbritannien und Irland. Es wurde 1766 von Richard Tattersall gegründet. Sein Sohn Edmund Tattersall (1758–1810) erweiterte das Geschäft auf Frankreich. Seit 1988 veranstaltet Tattersalls Auktionen in Old Fairyhouse, County Meath, Irland. Der Sitz des Auktionshauses Tattersalls Ltd. ist in Newmarket. Die irische Tochter ist unabhängig. Tattersalls Ltd. versteigert alljährlich etwa 10.000 englische Vollblutpferde.

## Deutschland

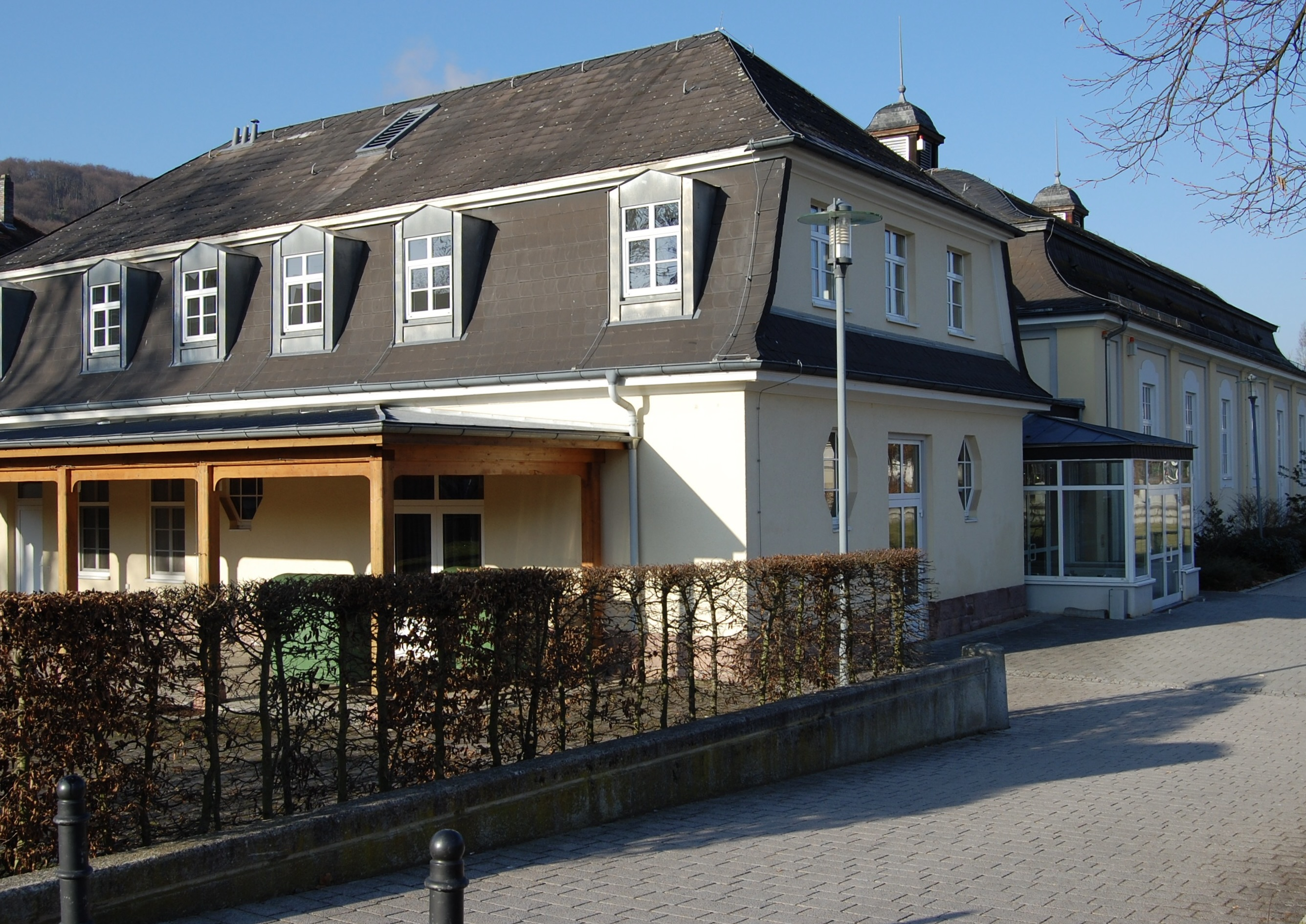
Tattersall in Bad Kissingen

Tattersalls Geschäftsidee wurde um die Wende zum 20. Jahrhundert auch in Deutschland als Treffpunkt des Bildungsbürgertums umgesetzt, weshalb es noch heute in mehreren Städten Räumlichkeiten mit Namen „Tattersall“ gibt, die inzwischen allerdings auf andere Weise genutzt werden.

### Bad Kissingen
In Bad Kissingen gibt es seit 1911 den Tattersall, der 1987 vom Stadtrat unter Denkmalschutz gestellt wurde und nach Restaurierung und Umbau seit den 1990er Jahren für kulturelle Veranstaltungen und Kongresse genutzt wird.

### Berlin

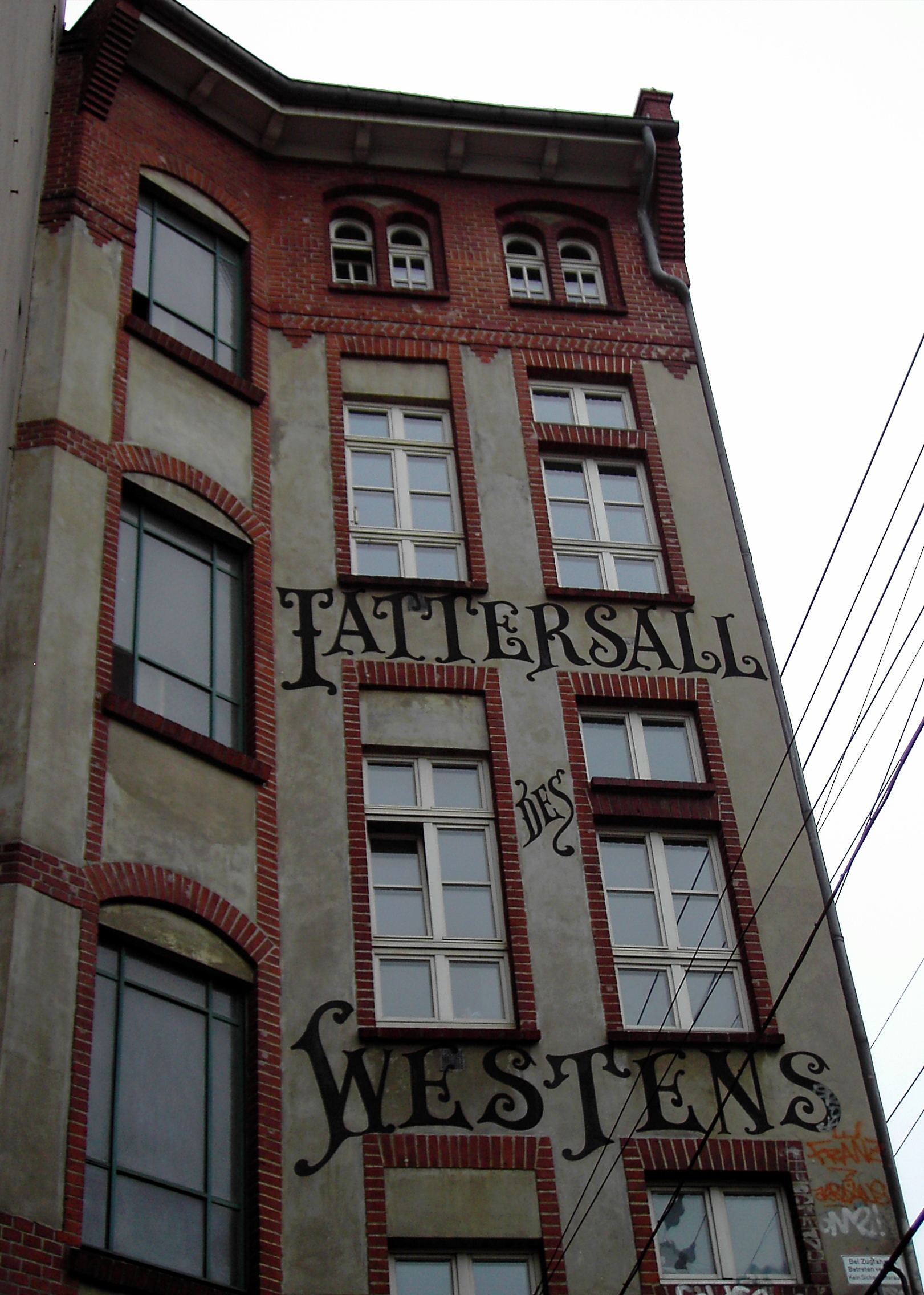
„Tattersall des Westens“, Rückseite Grolmanstraße 47

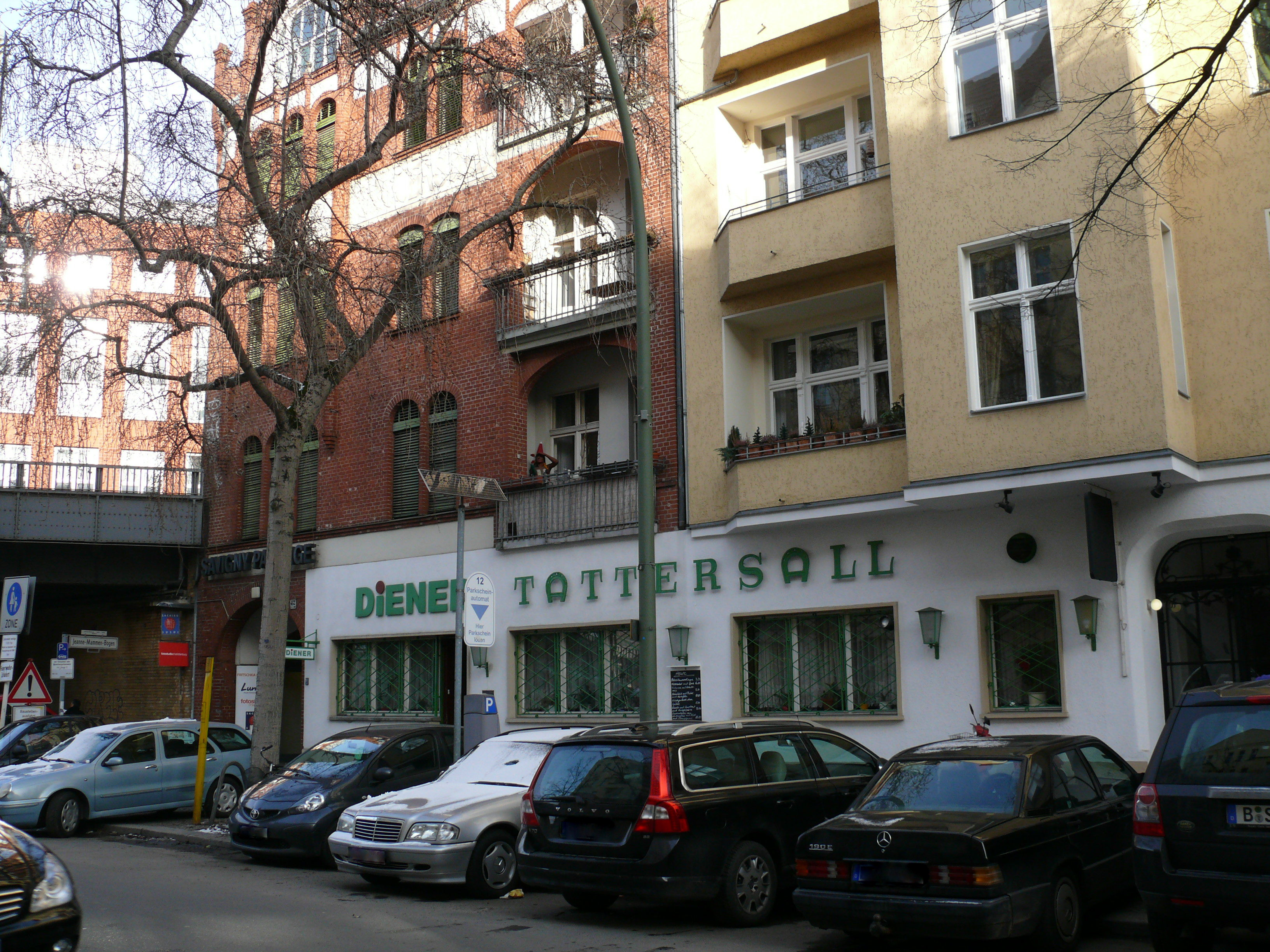
„Diener Tattersall“, Grolmanstraße 47

In Berlin gab es bis zum Ersten Weltkrieg mehrere Tattersalls, besonders in der Nähe des Großen Tiergartens, für den Morgenausritt begüterter Berliner.
Der 1890 erbaute Luisen-Tattersall befand sich in der Friedrich-Wilhelm-Stadt, einem Stadtquartier im heutigen Ortsteil Mitte, auf einem Grundstückskomplex zwischen Schiffbauerdamm 28 im Süden und Luisenstraße 22–24 im Osten. Die Berliner Architekten Richard Blumberg und Robert Schreiber erbauten für die Tattersall AG einen neobarocken Backsteinbau für Kutschen und Pferde. Hier arbeiteten Richard Wätjen und Oskar Maria Stensbeck. Ab den 1920er Jahren nutzte die Berliner Automobilgesellschaft den Bau als Kraftwagenhalle. Das Gebäude wurde 1997 zugunsten einer Vorratsfläche für das Regierungsviertel abgebrochen.
Ludwig Beermanns Tattersall des Westens entstand 1893 zwischen der Grolmanstraße und der Uhlandstraße in Berlin-Charlottenburg im Auftrag der „Berliner Central-Reit- und Fahr-Institut. Gebr. Beermann“. In den Bögen unter der S-Bahn befanden sich Pferdeställe und an der Ecke zur Uhlandstraße eine Sattlerei. Die zweigeschossige Reithalle lag in der Uhlandstraße 18–19. Eine Rampe, die auch von Pferden benutzt werden konnte, führte in die zweite Reithalle im Obergeschoss. Es gab beheizte Garderoben mit Bad, Pensionsboxen für rund 300 Pferde sowie zahlreiche Schulpferde. Es wurde Reit- und Fahrunterricht im Ein- und Mehrspännig-Fahren für Damen und Herren angeboten. Darüber hinaus gab es einen Wagenpark mit eleganten Kutschen und Viererzügen. Die Equipagen konnten für Tage, Wochen oder Monate gemietet werden. Im Jahr 1900 wurde in der Grolmanstraße 47 ein Backsteingebäude für ein Casino und Gesellschaftsräume erbaut. An der Fassade ist noch die Aufschrift „Tattersall des Westens“ zu sehen. Bahnreisende von Berlin aus in westlicher Richtung sehen kurz nach dem Ausfahren aus dem Bahnhof Zoologischer Garten auf der linken Seite den großen Schriftzug. Im Erdgeschoss befindet sich das Lokal „Diener Tattersall“ aus den Goldenen Zwanzigern, das der Schwergewichtsboxer Franz Diener von 1954 bis zu seinem Tod im Jahr 1969 betrieb. Die Einrichtung des Lokals ist bis heute unverändert geblieben. Um 1920 verkaufte Ludwig Beermann das Reitinstitut mit dem Gebäude in der Hardenbergstraße 25 an den 1884 gegründeten „Deutschen Offizier-Verein“, der den Tattersall weiter betrieb. Ab 1922 war Oskar Maria Stensbeck im Tattersall Beermann tätig. Der Dressurreiter Felix Bürkner trat 1923 in den Tattersall Beermann ein, um den Turnierstall „Preußen“ zu führen. Die Reithalle brannte im April 1944 bei einem Bombenangriff ab. Die Stallungen an der Uhlandstraße wurden nach dem Zweiten Weltkrieg abgerissen.

### Bochum
Der Tattersall in Bochum steht dort heute noch an der Herner Straße 36. Im Jahr 1906 gründete sich der Bochumer Tattersall-Verein, ein Reitverein. Zunächst residierte er auf Backwinkels Hof im Ehrenfeld mit einer Reitbahn, doch mit der Erschließung des Stadtviertels war man gezwungen, sich nach einer neuen Reitstätte umzusehen. Da bot sich die Nähe zum Stadtpark und seiner Wege für „leichte Personenfuhrwerke“ an. Auf der Herner Straße fand man 1911 ein geeignetes Grundstück und übertrug an August Schlechtweg den Bauauftrag. Der Architekt gestaltete eine repräsentative Reithalle mit einer geschlossenen und einer offenen Tribüne für Zuschauer, einer Musiktribüne und Räumen für die Reitlehrer. Aus der Reithalle führte ein „Ausbau auf rampenförmigem Wege“ zu den unterirdischen Pferdeställen, in denen bis zu 50 Pferde untergebracht werden konnten. Neben der Reitbahn lud ein Clubzimmer zum vornehmen Beisammensein ein. Im ersten Geschoss befanden sich Wasch- und Umkleideräume. Die angeschlossene Gastronomie machte „den Tattersall“ zu einem beliebten Ziel für Reitsportinteressierte.
Nach dem Zweiten Weltkrieg diente der Tattersall als Kino und als Konzertstätte. 1960 wurde der große Saal zur ersten deutschen Bowlingbahn umgebaut und brachte auch bald mit Olaf Köster den ersten deutschen Meister im Bowling hervor. 1997 wurden das Gebäude und der große Saal restauriert. Es beherbergt heute neben der Bowlingbahn eine Gastronomie im Vorderhaus und eine Diskothek im Keller unter dem großen Saal.

### Brandenburg an der Havel
Der in der Packhofstraße von Brandenburg an der Havel gelegene Tattersall wurde etwa um 1890 gebaut und 1939 von der neuapostolischen Gemeinde erworben. Bis 2008 wurde er als Kirche genutzt. Im Jahr 2010 wurde das Gebäude, dem die alte Nutzung noch anzusehen ist, an einen privaten Investor verkauft.

### Leipzig

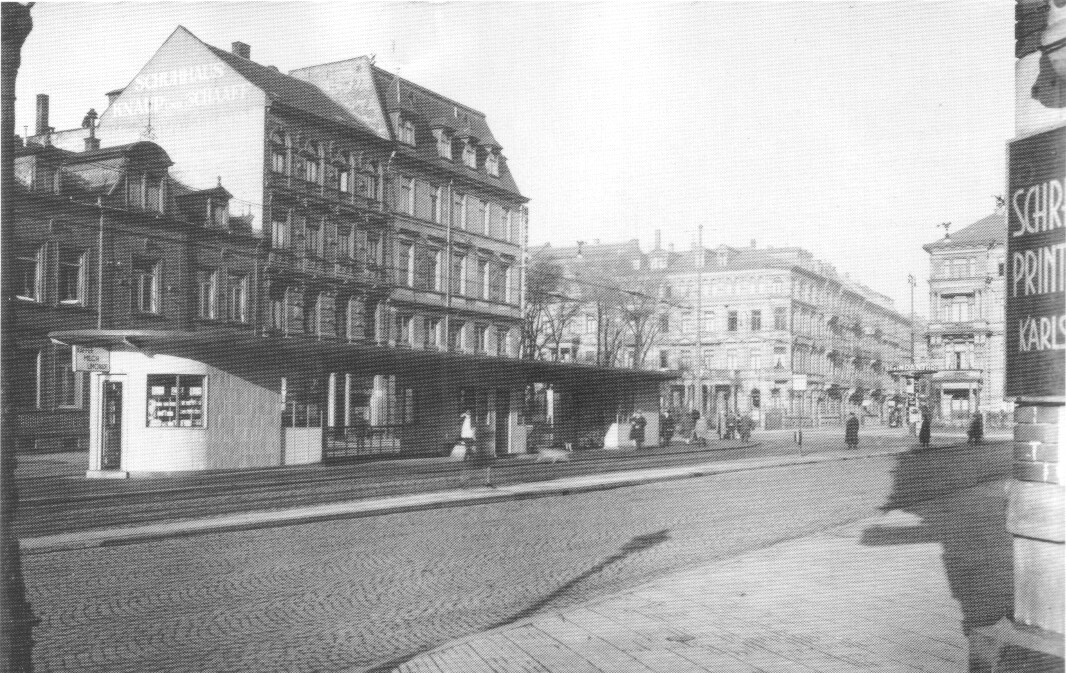
Haltestelle Tattersall in Mannheim, um 1930

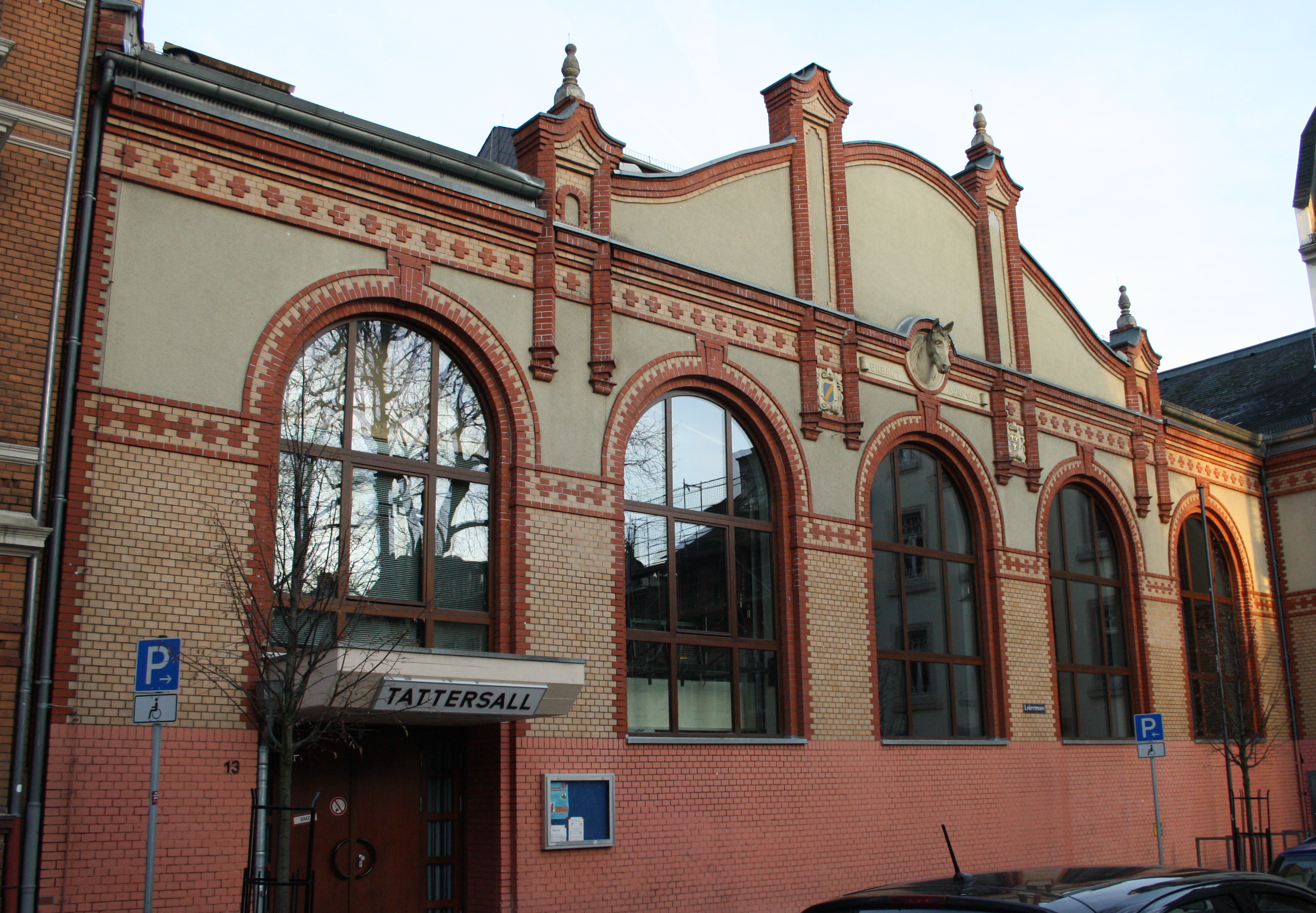
Tattersall in Wiesbaden

Das in der Leipziger Elsterstraße gelegene Gelände des Hauses Leipzig war bis 1927 mit einer in den Jahren 1888–1889 erbauten Reithalle, dem Leipziger Tattersall, bebaut. Nach ihrem Abriss wurde das noch heute bestehende Gebäude auf einer Grundfläche von 1500 m² erbaut.

### Mannheim
Auch in Mannheim gab es einen Tattersall. Zwischen 1884 und 1910 bot ein großes Ziegelsteingebäude der Aktiengesellschaft Tattersall Rössern und Reitern ein Heim. Kutschen konnten gemietet und Pferdesport ausgeübt werden. Aber auch Geschäftskontakte wurden hier geknüpft. Später bot hier die Garage Daimler-Benz AG ihre Dienste an: Autos wurden gereinigt und betankt, Reifen und Öl gewechselt. Zu dieser Zeit wurde der Tattersall im Rückblick wie folgt beschrieben: „An der Stirnseite rechts und links vom Eingang zur Reithalle die Geräteräume, im ersten Stock die Damengarderoben und davor die Zuschauertribüne; die weite Halle mit den stattlichen Ausmaßen von 19 × 40 Metern; dahinter Stallungen für sechzehn Pferde, drei Räume für die ‚Knechte‘; eine Geschirrkammer, eine ‚Chaisenremise‘ und natürlich die Dunggrube nicht zu vergessen.“
Zuvor, zwischen 1840 und 1876, stand in unmittelbarer Nähe der späteren Reithalle der erste Personenbahnhof Mannheims. Durch den gewählten Standort konnte damals zwar der Schlossgarten von Bahnlinien unzerschnitten bleiben, nicht aber der Rhein überquert werden. 1876 wurde der neue Hauptbahnhof eingeweiht, der den alten Bahnhof ersetzte. So ergab sich Platz für die Reithalle.
Heute handelt es sich beim „Tattersall“ um den offiziellen Straßennamen eines kleinen Platzes zwischen Hauptbahnhof und Wasserturm neben dem ehemaligen Standort des Tattersalls mit einer Haltestelle der Stadtbahnlinien 1, 6, 8 und 9. Der Platz gilt als Eingang zum Stadtteil Schwetzingerstadt an dessen nordwestlichem Ende, dem Schnittpunkt mit dem Kaiserring, gelegen.
Der Tattersall war bereits seit 1884 Straßenbahnhaltepunkt. Das heute noch vorhandene Wartehäuschen im Stil der Neuen Sachlichkeit stammt aus dem Jahr 1928 und steht unter Denkmalschutz.

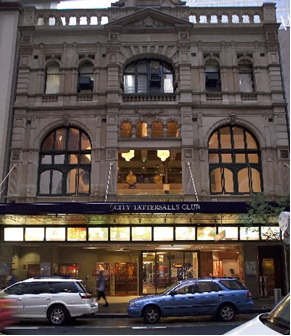
City Tattersalls Club, Pitt Street, Sydney

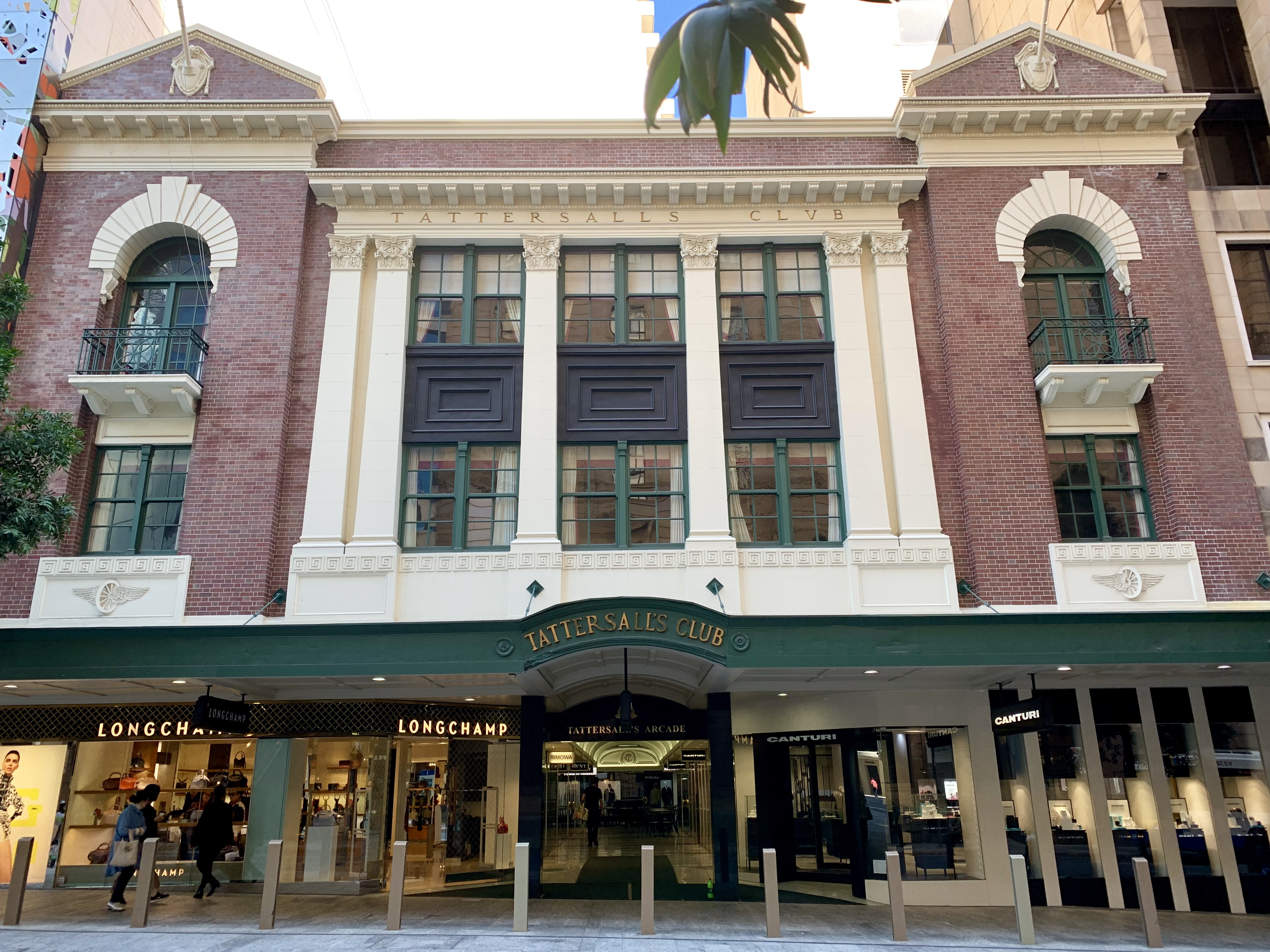
Tattersalls Club, Brisbane

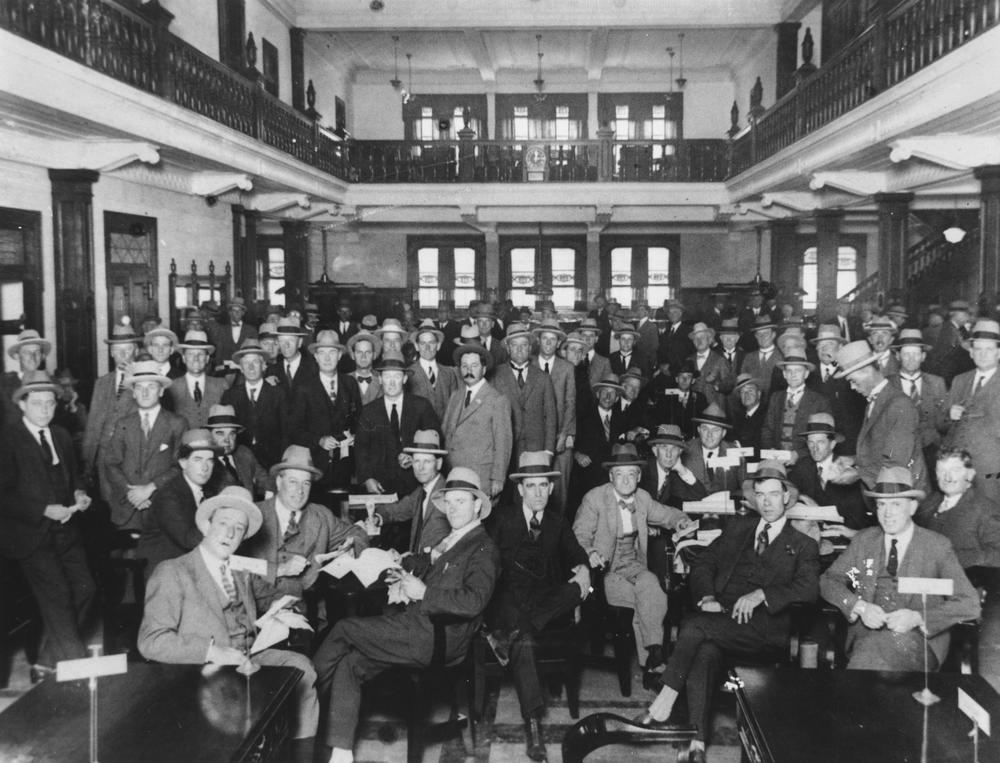
Buchmacher im Tattersalls Club, Brisbane, 1926

### Wiesbaden
Für den Reitlehrer Ernst Weiß baute der Architekt Albert Wolff in Wiesbaden 1905 eine Reithalle nach englischem Vorbild. Der Wiesbadener Tattersall liegt gegenüber der ebenfalls in roten Backsteinen gemauerten und dem ganz Viertel namensgebenden Bergkirche. Heutzutage wird der Wiesbadener Tattersall vor allem als Kultur- und Veranstaltungshaus genutzt, die Tribüne umfasst 500 Plätze.

## Australien
Tattersalls Clubs in Australien waren ursprünglich Gentlemen’s Clubs, deren Mitglieder sich für Pferdewetten interessierten.

### City Tattersalls Club in Sydney
Der City Tattersalls Club in Sydney, New South Wales wurde 1895 gegründet und befindet sich heute in der Pitt Street 198–204. Seit 1900 veranstaltet der Club jährlich einen Renntag auf dem Randwick Racecourse. 1930 wurde Amy Johnson nach ihrer Flugzeug-Weltumrundung im Club empfangen. Seit 1963 nimmt der Club Frauen auf.

### Tattersalls Club Brisbane
1865 wurde der Tattersall’s Club in Brisbane von Geschäftsleuten und Mangern von Pferderennen in Queensland gegründet. Das denkmalgeschützte Gebäude in der 206 Edward Street wurde 1925 erbaut und ist im Queensland Heritage Register verzeichnet.

### South Australian Tattersalls Club in Adelaide

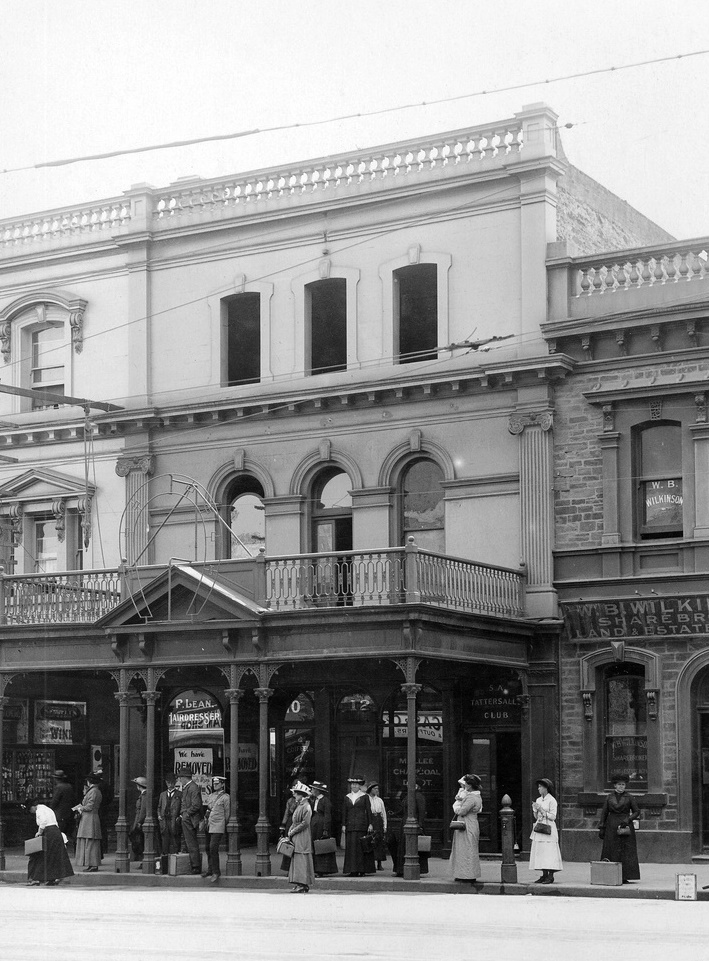
Tattersalls Club Adelaide, altes Gebäude, 1916

1879 wurde in Adelaide ein erster Tattersall’s Club, mit ähnlicher Satzung wie die Tattersalls Clubs von Sydney und Melbourne gegründet, war jedoch nicht dauerhaft erfolgreich. 1888 wurde dann der South Australian Tattersalls Club gegründet, der seinen Vorgänger beerbte. 1894 zog der Club in die Gegend der Grenfell Street und Gawler Place. Der Club war erfolgreich und das Gebäude wurde zu klein, sodass es 1917 durch einen viergeschossigen Neubau am gleichen Ort ersetzt wurde. Zum Zeitpunkt der Eröffnung war dies das größte Gebäude der Stadt. Der Club veranstaltete bis 1902 jährlich zwei Rennen, zu Beginn in Victoria Park, der Rennbahn des Adelaide Racing Club 1903 veranstalteten der Club vier Rennen. 1904 konnten die vier Rennen aufgrund von Terminproblemen nicht in Victoria Park ausgetragen werden, deshalb wurden sie zum Morphettville Racecourse des konkurrierenden South Australian Jockey Club verlegt.
Ab 1915 wurden jährlich drei zusätzliche Rennen aus Kapazitätsgründen wieder in Victoria Park durchgeführt.

### Tattersall’s Horse Bazaar
Nicht verbunden mit den Tattersalls Clubs war Tattersall’s Horse Bazaar in der Pirie Street in der Nähe der Town Hall von Adelaide, der von 1868 bis 1887 firmierte. Hier wurden Pferde und Wagen gehandelt. Es standen Mietstallungen für die kurzfristige Unterbringung und sichere Parkflächen für Kutschen zur Verfügung. Gleichnamige Unternehmen gab es in der Stephen Street in Melbourne und in Perth.
Tattersall’s Hotel in der Hindley Street in Adelaide, gegründet 1881, war ebenfalls nicht mit dem Club verbunden.

### Australische Tattersall-Lotterie
Seit 1881 gibt es die australische Tattersall’s Consultations, kurz: Tatts, eine Sweepstakes-Lotterie. Die Gewinnzahlen für die Tattersall’s Sweep werden mit Hilfe der Startnummern von Pferden konkreter Pferderennen ermittelt (englisch: sweepstake).
Die erste Ausspielung veranstaltete George Adams, der Besitzer des Tattersall’s Family Hotels, in Sydney, Neusüdwales anlässlich des Sydney Cups. Die Lotterie zog mehrfach um und ist sehr erfolgreich. Seit 2013 residiert die Firma in Brisbane, der Hauptstadt des australischen Bundesstaates Queensland.

## Sonstiges

Tattersall Hemd

Das sogenannte „Tattersall-Karo“ (englisch: ‘tattersall check’) ist ein englischer aus dem 14. Jahrhundert stammender Hemden- und Tweedstoff mit mehrfarbigem Karomuster in wechselnden Kombinationen von Naturfarben (laubgrün, meerblau, heiderot, blütengelb, steingrau etc.) auf hellem Fond. Das Muster wird bei traditioneller Bekleidung z. B. im Reitsport und für die Jagd (grüne Jagd und rote Jagd) verwendet. Es werden damit zunächst Sattel- und Pferdedecken, jetzt vor allem Hemden, Westen und Plastrons hergestellt. Um die hohen Anforderung an die oft feucht-kühle Umgebung in diesen Sportarten zu erfüllen, wurden für Hemden spezielle Woll-Baumwollmischungen (20/80) unter dem Namen Viyella entwickelt, die mit der Bezeichnung Tattersall-Stoff verwendet werden.
Ein Hemdenhersteller äußerte sich dazu:

„Das typische Gitterkaro in Hellblau, Lila, Braun, Anthrazit und Grau auf cremefarbenem Fond sah man schon zu Beginn des 19. Jahrhundert[s] auf dem Pferdemarkt von Richard Tattersall. Damals zierte es die wertvollen Pferdedecken. Heute ist dieses Tattersall-Karo das Symbol des englischen Landlebens. Es wird meist kombiniert zu Kaschmir-Pullovern, Tweedjacken, zu Cordanzügen, zur Moleskinhose und zum blauen Blazer.“

## Belege
1. ↑  Homepage des Auktionshauses Tattersalls.
2. ↑  Berliner Neubauten 52 – Die Neubauten des Berliner „Tattersall“, Deutsche Bauzeitung, Berlin, 1890
3. ↑  Kathrin Chod, Herbert Schwenk, Hainer Weisspflug: Tattersall. In: Hans-Jürgen Mende, Kurt Wernicke (Hrsg.): Berliner Bezirkslexikon, Mitte. Luisenstädtischer Bildungsverein. Haude und Spener / Edition Luisenstadt, Berlin 2003, ISBN 3-89542-111-1 (luise-berlin.de – Stand 7. Oktober 2009).
4. 1 2 3  Stolperstein Stormstr. 10, Bezirksamt Charlottenburg-Wilmersdorf
5. 1 2 3 4  Tattersall des Westens, Bezirksamt Charlottenburg-Wilmersdorf
6. ↑  Tattersall des Westens, Landesdenkmalamt Berlin
7. ↑  https://diener-berlin.de/?page_id=31
8. ↑  Über den Bezirk, Gebäude und Anlagen: Ehem. Tattersall des Westens. Bezirksamt Charlottenburg-Wilmersdorf
9. ↑  Archivierte Kopie (Memento des Originals vom 3. Oktober 2017 im Internet Archive)  Info: Der Archivlink wurde automatisch eingesetzt und noch nicht geprüft. Bitte prüfe Original- und Archivlink gemäß Anleitung und entferne dann diesen Hinweis.
10. ↑  Neue Mannheimer Zeitung, 17./18. März 1934, S. 11.
11. ↑  Tattersall Mannheim.
12. ↑  Tattersall Straßenbahn-Wartehalle in Mannheim. In: rhein-neckar-industriekultur.de. Abgerufen am 19. Juni 2015.
13. ↑  Ursula Paul: Die Pferde vom zweiten Stock – Der Tattersall im Bergkirchenviertel. In: Gerhard Honekamp et al.: Alltag zwischen Mächtigen und Müßiggängern – Historische Erkundungen in Wiesbaden und Umgebung. 2. Auflage. Wiesbaden-Erbenheim 1995, S. 53–60.
14. ↑  Tattersall auf der Website der Stadt Wiesbaden.
15. ↑  Tattersall. 100 Orte des Historismus. In: wiesbaden.de
16. ↑  Cup Race Day, City Tattersalls Club, Sydney
17. ↑  web.archive.org sciencemuseum.org.uk Science Museum Ausstellung über Amy Johnson
18. ↑  Satzung 2018 (PDF) (PDF) City Tattersalls Club in Sydney
19. ↑  City Tattersalls Club in Sydney. In: citytatts.com.au
20. ↑  About, Tattersalls Club Brisbane
21. ↑  Tattersalls Club, Queensland Heritage Register
22. ↑  General News. In: National Library of Australia (Hrsg.): The Express and Telegraph. Band VI, Nr. 4,609. South Australia 29. Mai 1879, S. 2 (englisch, gov.au [abgerufen am 6. Juli 2017]).
23. ↑  Needles. In: National Library of Australia (Hrsg.): The Express and Telegraph. Band XXXI, Nr. 9,204. South Australia 20. Juli 1894, S. 2 (englisch, gov.au [abgerufen am 6. Juli 2017]).
24. ↑  Valuable City Block. In: National Library of Australia (Hrsg.): The Recorder (Port Pirie). Nr. 7,881. South Australia 5. April 1924, S. 4 (englisch, gov.au [abgerufen am 6. Juli 2017]).
25. ↑  1880 Map Town Acres. (PDF) Archiviert vom Original (nicht mehr online verfügbar) am 15. Januar 2021; abgerufen am 30. Dezember 2020 (englisch).  Info: Der Archivlink wurde automatisch eingesetzt und noch nicht geprüft. Bitte prüfe Original- und Archivlink gemäß Anleitung und entferne dann diesen Hinweis.
26. ↑  Tattersalls Club. In: National Library of Australia (Hrsg.): The Express (Adelaide). Band LX, Nr. 17,842. South Australia 18. Januar 1923, S. 7 (englisch, gov.au [abgerufen am 7. Juli 2017]).
27. ↑  Mr. Seth Ferry and Tattersall’s Club. In: National Library of Australia (Hrsg.): The Express and Telegraph. Band XXVI, Nr. 7,676. South Australia 11. Juli 1889, S. 2 (englisch, gov.au [abgerufen am 7. Juli 2017]).
28. ↑  Racing & Notes. In: National Library of Australia (Hrsg.): The Chronicle (Adelaide). Band LVII, Nr. 2,947. South Australia 13. Februar 1915, S. 19 (englisch, gov.au [abgerufen am 6. Juli 2017]).
29. ↑  Adelaide Racing Club, Limited. In: National Library of Australia (Hrsg.): Adelaide Observer. Band LIII, Nr. 2,862. South Australia 8. August 1896, S. 17 (englisch, gov.au [abgerufen am 6. Juli 2017]).
30. ↑  George Adams (* 14. März 1839; † 23. September 1904)
31. ↑  Glossar: Tattersall. In: gallant-horseman.com.
32. ↑  Viyella-Hemd. (Memento vom 6. Dezember 2011 im Internet Archive) Edelight.de